# Найикейн, Рокки
Рокки Найикейн (фр. Rocky Nyikeine; 26 мая 1992) — новокаледонский футболист, вратарь клуба «Гаича» и сборной Новой Каледонии. Финалист Кубка наций ОФК 2012 и обладатель «Золотой перчатки» турнира, как лучший его вратарь.

## Карьера

### Клубная
Игрок является воспитанником футбольной школы ФК «Гаича». Там же игрок и подписал свой первый профессиональный контракт. В международных океанийских клубных турнирах не участвовал.

### Международная
Первый матч за сборную Новой Каледонии Рокки провёл 1 сентября 2011 года. Игра была против Тувалу. Найикейн отыграл матч „на ноль“, а его товарищи забили 8 голов в ворота соперника.
Рокки был включён в состав Новой Каледонии на Кубок наций ОФК 2012. Он отыграл все матчи на турнире и пропустил 5 голов. Несмотря на пропущенные мячи, Рокки был признан лучшим вратарём турнира и получил Золотую Перчатку.

## Достижения

### Личные
- Лучший вратарь Кубка наций ОФК (1): 2012

### Командные
- Финалист Кубка наций ОФК (1): 2012